# Валчеле (Олт)
Валчеле (рум. Vâlcele) насеље је у Румунији у округу Олт у општини Валчеле. Oпштина се налази на надморској висини од 124 m.

## Становништво
Према подацима из 2011. године у насељу је живело 1097 становника.